# Stenocercus crassicaudatus
Stenocercus crassicaudatus är en ödleart som beskrevs av  Johann Jakob von Tschudi 1845. Stenocercus crassicaudatus ingår i släktet Stenocercus och familjen Tropiduridae. IUCN kategoriserar arten globalt som sårbar. Inga underarter finns listade i Catalogue of Life.